# Kisvarjaspuszta
Kisvarjaspuszta (románul Variașu Mic) település Romániában, Arad megyében.

## Fekvése
Arad megye nyugati részén, a magyar-román határ mellett található. A falu a Nyugati Alföldön fekszik, Pécskától északra. Közút köti össze a tőle néhány kilométerre északra fekvő, már a határ magyar oldalán elhelyezkedő Dombegyházzal (az út számozása a magyar oldalon 4439-es).

## Története
A falu 1913-ig Nagyvarjas részét képezte, ekkor vált önálló településsé. A trianoni békeszerződésig Arad vármegye Magyarpécskai járásához tartozott.
1944 őszén a magyar honvédség rövid időre visszafoglalta a települést, de a szovjetek szeptember végén megszállták és újra Románia része lett.
2013. december 11-én átadták a Dombegyház felé vezető újjáépített közutat.

## Lakossága
1913-ban 281 magyar nemzetiségű lakosa volt.
2002-ben 105 lakosából 74 magyar (70,4%), 31 román volt.

## Testvértelepülései
- Magyarország, Dombegyház